# FC Balzers
Fussballclub Balzers (obecně známý jako Balzers) je lichtenštejnský fotbalový klub sídlící v Balzers. Lichtenštejnsko nemá vlastní ligovou soutěž, a tak soutěží v 1. Lize, čtvrté nejvyšší úrovni švýcarského fotbalu. Své domácí zápasy hraje na Sportplatzu Rheinau.
Balzers 11× vyhráli lichtenštejnský pohár a 16× se dostali do finále, jsou tak druhým nejúspěšnějším klubem v lichtenštejnské historii za dominantním Vaduzem. Ve švýcarském fotbalovém systému se nejvýše dostali na třetí nejvyšší úroveň, kde naposledy působili v sezóně 2011/12.
Evropských pohárů se Balzers zúčastnili dvakrát, v obou případech Poháru vítězů pohárů. V sezóně 1993/94 se jim dokonce podařilo postoupit do 1. kola poté, co vyřadili albánský Albpetrol Patos.

## Trofeje
- Lichtenštejnský fotbalový pohár (11×)[2]
  - 1963/64, 1972/73, 1978/79, 1980/81, 1981/82, 1982/83, 1983/84, 1988/89, 1990/91, 1992/93, 1996/97